# Комунистичка партија Босне и Херцеговине (2012)
Комунистичка партија Босне и Херцеговине је политичка партија која делује у Босни и Херцеговини. Основана је 21. фебруара 2012. године а регистрована је 10. априла исте године. Председник партије је Мухамед Имамовић.

## Програм
Комунистичка партија БиХ залаже се за изградњу Босне и Херцеговине као државе равноправних народа Бошњака, Срба, Хрвата и осталих, те као социјалне, правне и секуларне државе са пуним верским слободама.
Председник партије, Мухамед Имамовић, изјавио је да је основно полазиште програма КП БиХ документи донесени 25. новембра 1945. године на заседању ЗАВНОБиХ-а у Мркоњић-Граду, те да ће се партија “залагати за успоставу социјалистичке републике БиХ”.
Врховно тело КП БиХ јесте Конгрес, који се одржава сваке четири године.